# Oum le dauphin blanc (2015)
Pour la série d'animation de 1971, voir Oum le dauphin blanc.
Oum le dauphin blanc, ou Zoom the White Dolphin dans son titre international, est une série d'animation française de trois saisons et 156 épisodes diffusée depuis le 30 avril 2015. La série est réalisée par Stéphane Bernasconi et produit par Media Valley et Marzipan Films, le scénario est signé Hervé Nadler et le charadesign à Christophe "Zébé" Lourdelet. Une troisième saison est diffusée à partir de janvier 2024 sur TF1 ,
.

## Réalisation
Réalisé en palette graphique, cette image de synthèse forme des aplats avec un effet 2D assez fluide.
Le générique est composé par Matthieu Gonet et chanté par Louis Delort

## Résumé
Yann, 15 ans, sa sœur Marina, 7 ans, et Oum le dauphin évoluent sur l'Île de Maotou, une île imaginaire de Polynésie. Les histoires sont centrées autour de la découverte des animaux marins, de la comédie et des légendes librement inspirées des traditions polynésiennes, le tout transposé dans un monde idéal d’éternelles vacances.

## Personnages
- « Oum (2015) », sur www.dessins-animes.net (consulté le 6 janvier 2024)
- 1- Les personnages principaux de la série particulièrement au centre de tous les épisodes :
- Yan : Personnage principal de l'histoire. C'est un jeune blondinet. Lui et sa soeur Marina ont été recueillis par leur oncle Patrick. Il est lié d'amitié avec Oum un dauphin réputé pour sa couleur blanche. Il a deux autres amis cette fois humain Auru et Timeti.
- Oum : C'est un dauphin blanc, le meilleur ami de Yann. Oum est parfois le sauveur des personnages de l'histoire.
- Marina : C'est la sœur cadette de Yann. Elle est aussi tres attaché à Oum. Elle a pour animal de compagnie un koala du nom de Raúl.
- Patrick : Il est l'oncle de Yan et Marina ainsi que le propriétaire du galion. Il possède un bateau ainsi que le fameux engin appelé la tortue. C'est un explorateur et un fidèle adepte de la technologique moderne
- Timeti : Elle est l'amie de Yann et Auru qui sont amoureux d'elle. Elle est aussi la fille de Maeva la propriétaire du restaurant de Maotou. Elle semble avoir une affection particulière pour Yann
- Auru : Il est le meilleur ami humain ainsi que le rival de Yan. Tout comme lui il est ami et aussi amoureux de Timeti. Il est le fils  de Papa Tuanaku le chef de Maotou ainsi que de sa femme Tapuna.
- 2- Les personnages secondaires ayant souvent des épisodes spéciaux :
- Papa Tuanaku : c'est le chef de Maotou, le mari de Tapuna et le père d'Auru.
- Tapuna : La mère de Auru ainsi que l'épouse de Papa Tuanaku.
- Maeva : Elle est la mère de Timeti ainsi que la restauratrice de l'île.
- Ramana : Il est le vieux chamane de l'île et le maitre de Timeti. Il est souvent en conflit avec Patrick sur le thème de la tradition et de la modernité, de la magie et de la science.
- Van Krok : Il est le principal antagoniste de la série. C'est un redoutable pilleur des fonds marins. Il possède un sous marin ainsi qu'un yacht. Il est l'oncle  de Clarissa et le patron de Blaise et Rico.
- Jack : C'est un chauffeur de bateau taxi et le principal vendeur ambulant de Maotou. Il possède aussi un hydravion.
- Blaise : Il est le partenaire de Rico et un sous fifre de Van Krok. Il montre son caractère stupide dans son métier de braconnier.
- Rico : Il est le partenaire de Blaise dans leur métier de braconnier. Il se montre comme plus sérieux et malin que Blaise. Ils sont tous les deux parmi les principaux antagonistes de la série.
- Clarissa : Elle est la nièce de Van Krok. Elle est amoureuse de Yann.
- 3- Personnages mineurs :
- Inapo : Un ami de Auru ainsi que grand pêcheur.
- Naone : Chef de l'île voisine.
- Anita : Une amie de Patrick.
- Keanou : Le fils de Naone.
- Faratina : La grand-mère de Timeti.
- Raï : Un requin et principal rival de Oum.
- Raoul : Le koala de Marina.
- Jean Sébastien : Le perroquet de Patrick.

## Épisodes

### Saison 1
1. La sirène du lagon
2. La tortue disparue
3. La perle noire
4. Les jeux polynésiens
5. Opération Ma'o Mauri
6. Le galion englouti
7. SOS Manta
8. Le tiki volé
9. Seule au monde
10. L'iceberg
11. Le festin de Maeva
12. Le talisman
13. Aglagla
14. Tupapau es-tu là ?
15. Petit Oum
16. Le peintre des mers du Sud
17. La colère du Dieu Requin
18. Les pêcheurs du dimanche
19. Pêche interdite
20. Igor
21. Une amoureuse pour Oncle Patrick
22. L'envers du décor
23. La grande course
24. Le son mystérieux
25. Trois hommes et un dauphin
26. Le chef boit la tasse
27. Le tiki de jade
28. Heatopuu
29. À la poursuite du toki potangata
30. Maui qui attrapa le soleil
31. Scène de ménage
32. Le dragon des mers
33. Motu en danger
34. Une croisière mouvementée
35. Pris au piège
36. Les poissons apprivoisés
37. La b'Oum
38. Paco le poulpe
39. Jour de tonnerre
40. La spirale du mensonge
41. La légende de Maotou
42. Spécimem rare : le piège (partie 1)
43. Spécimen rare : il faut trouver Oum (partie 2)
44. Un fantôme sous les mers
45. Wild coconuts show
46. Le masque du chef
47. Le chant des baleines
48. Maître Ramana
49. Taïna
50. La mer rouge
51. Le secret de Tapuna
52. Les monstres de Maotou

### Saison 2
1. Timéti chamane débutante
2. Sauver Billy
3. L'extraterrestre
4. Clarissa
5. Le retour d'Igor
6. Le dauphin Maui
7. Les abysses de Maotou
8. Jackpot
9. Le choix de Timéti
10. Maotou.com
11. Le triangle de Maotou
12. Seconde chance
13. SOS naufragés
14. L'odyssée de Raoul
15. Taniwah
16. Big Baluha Burger
17. Les vagues de Maotou
18. Yacht en folie
19. Le sommeil de Ramana (partie 1)
20. Le sommeil de Ramana (partie 2)
21. Mariage à Maotou
22. Équilibre fragile
23. La légende du dauphine rose
24. La marée noire
25. Yann chef de clan
26. Mystères et boulets de canon
27. Le dauphin préhistorique
28. Le plus beau des trésors
29. Le concours de javelot
30. Le roi des homards
31. Le phare abandonné
32. Le défi de Jack
33. Le trésor de l'homme poisson
34. L'oiseau rare
35. L'étrange Robinson
36. La nuit des Tupapaus
37. Le Ponaturi
38. Porté disparu
39. La cité engloutie (partie 1)
40. La cité engloutie (partie 2)
41. Le baiser du requin
42. Croisère romantique
43. Seule contre tous
44. Chaman d'un jour
45. Frères d'écume
46. Blaise et Rico super-héros
47. La folie des grandeurs
48. La musique de l'eau
49. Toucher le soleil
50. Le visage des ancêtres
51. Ce n'est qu'un au revoir (partie 1)
52. Ce n'est qu'un au revoir (partie 2)

### Saison 3
1. Jour J
2. Sauve qui poulpe
3. Le jouet de Daisy
4. Le vent se lève
5. Un poisson peut en cacher un autre
6. Pêche toxique
7. C'est du propre
8. Mon ami Bébert
9. Décrocher la lune
10. Bébé Yann
11. La vie sauvage
12. Coupés du monde
13. Le secret de Nino
14. Qui veut la peau de Jack ?
15. Parfum de Maotou
16. L'île maudite
17. L'intelligence artificielle
18. L'esprit des Van Krook
19. La couronne de pierre
20. Traque dans les abysses
21. Compétition Maui
22. Le bijou de Faratina
23. Les yeux du dauphin
24. La pirate de Manava
25. La légende de Kio
26. Fleurs de bambou
27. Mauvaises mines
28. Surf sous haute tension
29. Anita s'en va (partie 1)
30. Anita s'en va (partie 2)
31. Les diamants de Manha
32. Ramana superstar
33. Les poéravas
34. Daisy fait son show
35. L'hameçon de Maui (partie 1)
36. L'hameçon de Maui (partie 2)
37. Van Krook contre Van Krook
38. Les larmes du crocodile
39. La pierre des étoiles
40. Pirates des motus
41. Papa Oum
42. À la rescousse de Manouna
43. Vague à l'âme
44. Le tupapau farceur
45. Maotou Paradise
46. La cage aux requins
47. Drôles d'oiseaux
48. La joueuse de ukulélé
49. Souviens-toi de moi
50. Parle avec Oum
51. La requin blanc (partie 1)
52. La requin blanc (partie 2)